# Autocesta A2

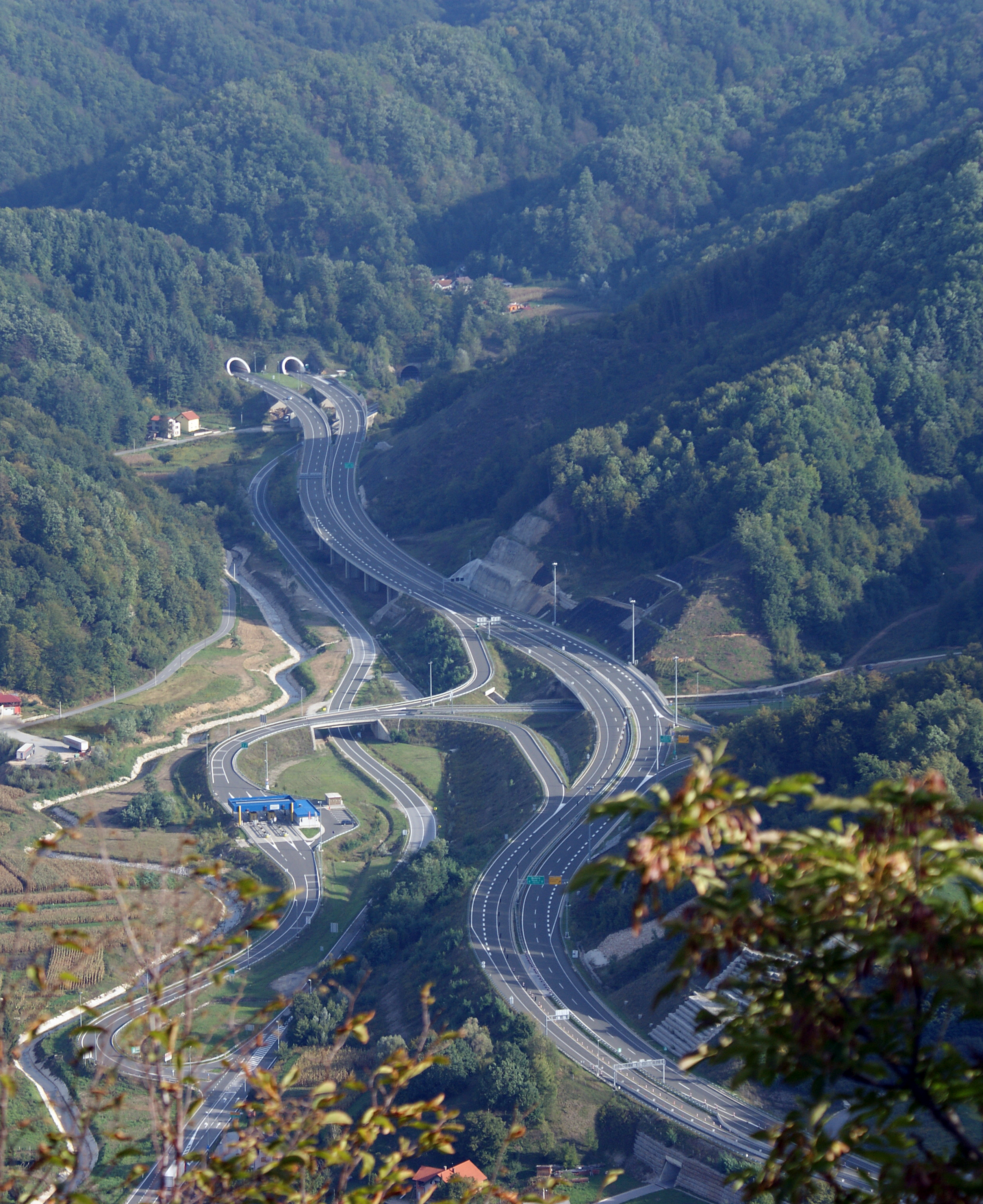
Autobahn A2 bei Đurmanec

Die Autocesta A2 (kroatisch für ,Autobahn A2‘), auch Zagorska autocesta genannt, ist eine 61 km lange kroatische Autobahn, welche die Staatsgrenze zu Slowenien bei Macelj mit der Hauptstadt Zagreb am Autobahnknoten Jankomir an der A3 verbindet. Die Autobahn ist Teil der Europastraße E59.
Die gesamte A2 verläuft auf 4 Fahrstreifen. Nur der Abschnitt zwischen Đurmanec und dem Tunnel Sveta Tri Kralja verläuft zweistreifig. Ein Vollausbau ist geplant, jedoch gibt es aktuell noch keinen konkreten Zeitplan.
Die A2 wird von der privaten Autobahngesellschaft Autocesta Zagreb-Macelj d.o.o. (AZM) verwaltet. Der Bau dieser Autobahn begann Ende der 1970er-Jahre. Am 29. Mai 2007 eröffnete der 18 km lange Abschnitt zwischen Krapina und der slowenischen Grenze. Nahezu auf der gesamten A2 herrscht eine Mautpflicht. Nur am Grenzübergang und südlich von Zaprešić ist die Strecke gebührenfrei.

## Streckenverlauf
Bei Gruškovje (Slowenien) schließt die A2 südwärts an die slowenische Avtocesta A4 an und durchmisst dabei zunächst die Landschaft der Hrvatsko Zagorje, indem sie Bachfurchen folgt. Krapina muss aufgrund der beengten Talverhältnisse großzügig teils im Tunnel westlich umfahren werden. Dann allerdings tritt die Autobahn in den flachen Talboden des Flusses Krapinica über, die bei Zabok in die von Osten her kommende Krapina mündet und damit der Trassierung eine nunmehr breite Talung bis zur Müncung in die Save bietet. Bei Zaprešić wird die Save überquert, um den Talfuß der Medvednica zu meiden und bei Jankomir die Autocesta A3 aus Slowenien – Ljubljana her kommend, aufzunehmen.